# ヒメアナナス属
ヒメアナナス属 Cryptanthus は、アナナスの属の1つ。小型で地上に葉を広げる。葉に様々な模様があるものが多く、観賞用に栽培される。

## 特徴
小型の多年生草本で、地上性。茎はごく短く、多数の葉をロゼット状に出し、葉は普通は平らに広がる。葉鞘部は不明確。葉は細長くて固く、先端は反り返る。葉の縁は波状になり、また鋸歯や棘が多い。葉面は緑や褐色の地に斑や縦、あるいは横の縞が入る。
花はロゼットの中央に頭状に密集して着く。花は白から黄色で萼片3枚は互いに癒合して筒状になり、花弁3枚は先端部が大きく開くが、その基部は僅かだけ互いに癒合している。雄しべは6本で子房下位。果実は液果になり、多くの種子を含む。株の中心近くに咲く花は雄花ばかりで、花序の縁の葉との間に咲くものが両生花である。
和名はアナナス類で小型であることに依ると思われる。ヒメアナナスの名は本属の1種である C. acaulis の和名として用いられている。学名はギリシャ語のKrypt （隠れた）と anthos （花）からなり、しかし花が葉や苞に隠されていない。なお、学名カナ読みでクリプタンサスも園芸方面では通用している。英語ではその形からアース・スターズとも呼ばれる。

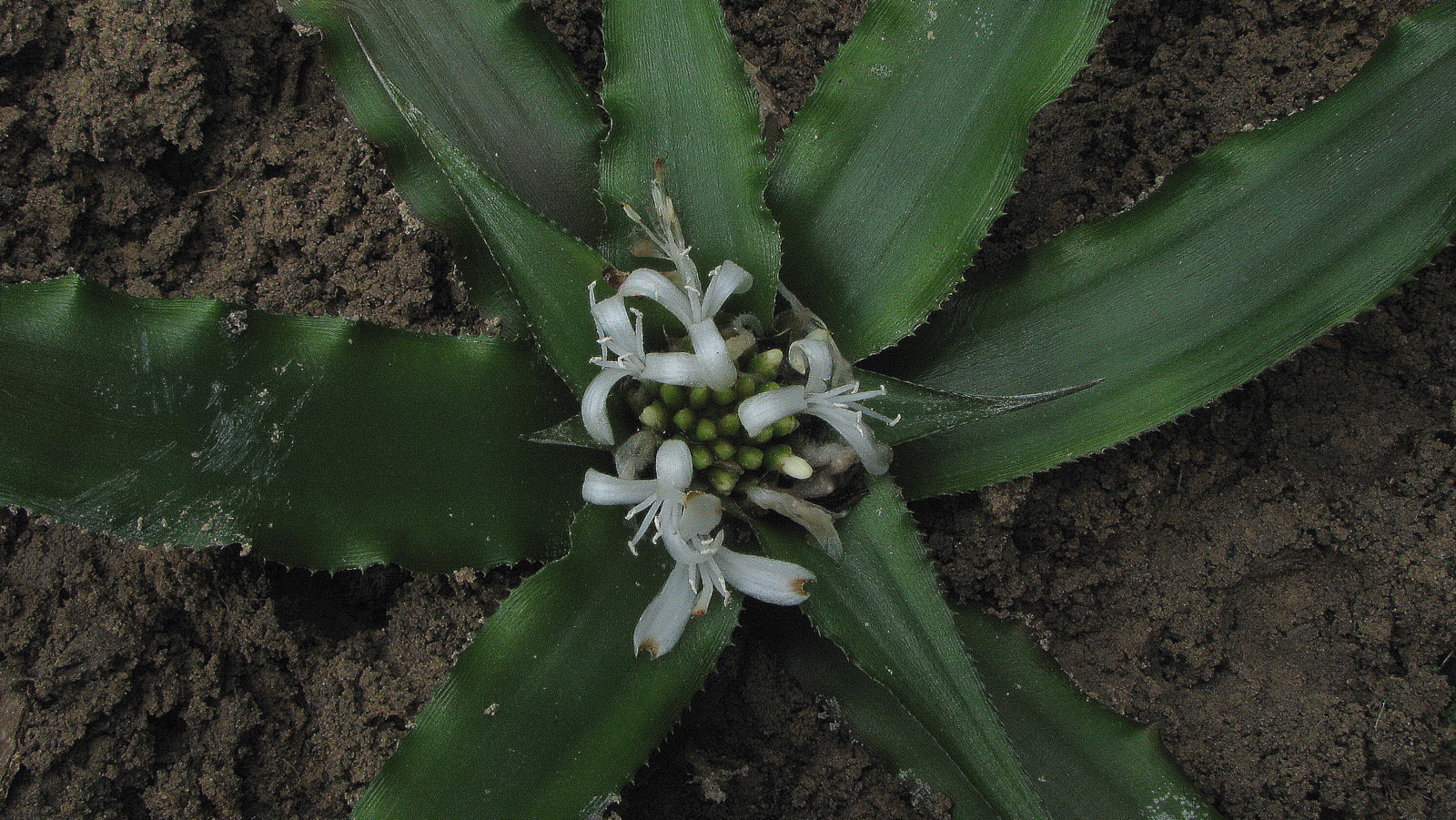
開花の様子 C. coriaceus
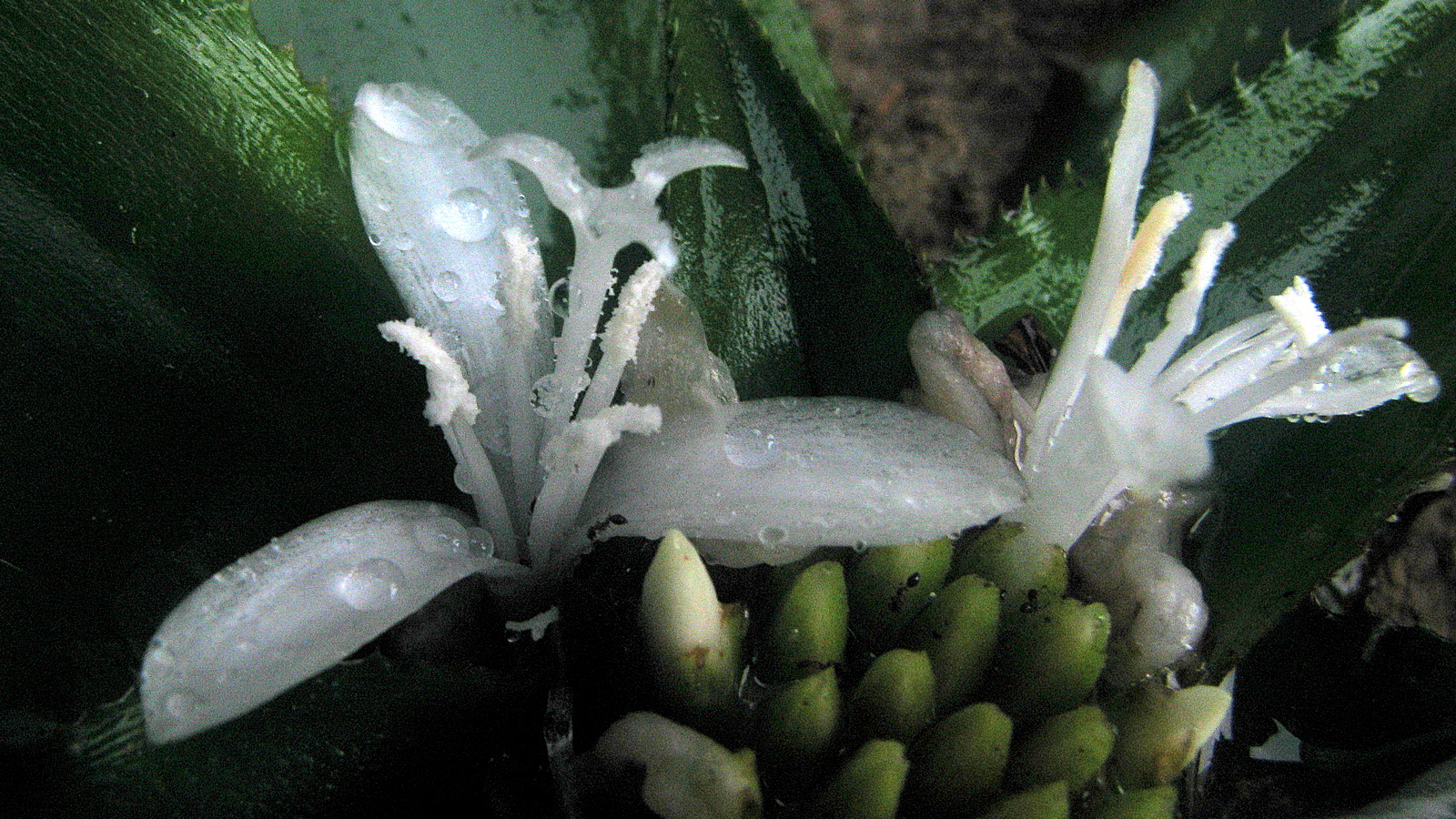
同、花の構造が見える

## 分布と種
約20種が知られ、全てブラジル東部に分布する。
以下に代表的なものを挙げる。
- Crypyanthus ヒメアナナス属
  - C. acaulis ヒメアナナス
  - C. bahianus
  - C. beuckeri ヘラヒメアナナス
  - C. bivittatus ビロードヒメアナナス
  - C. bromwlioides ナガバヒメアナナス
  - C. fosterianus
  - C. zonatus トラフヒメアナナス

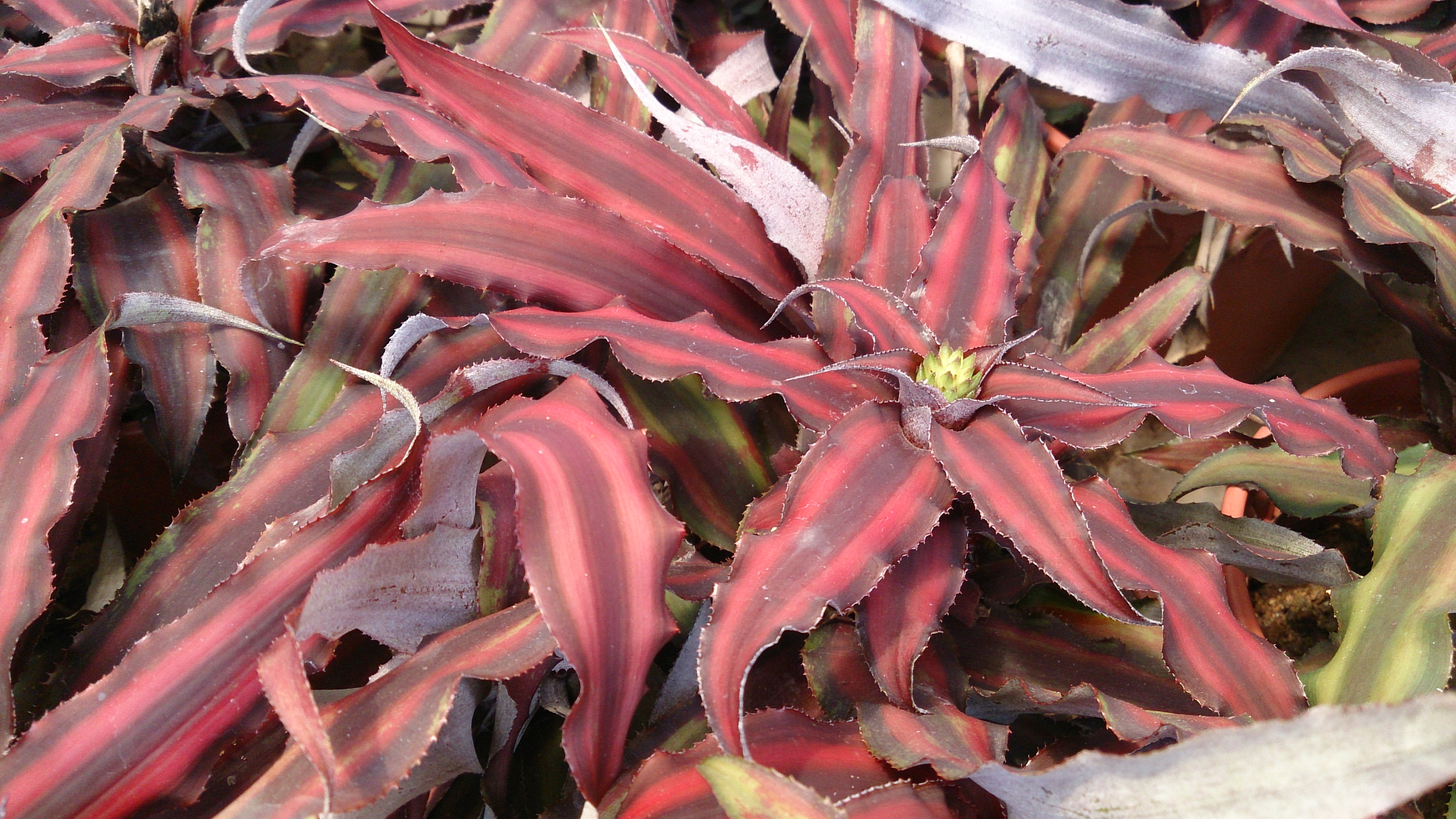
ビロードヒメアナナス
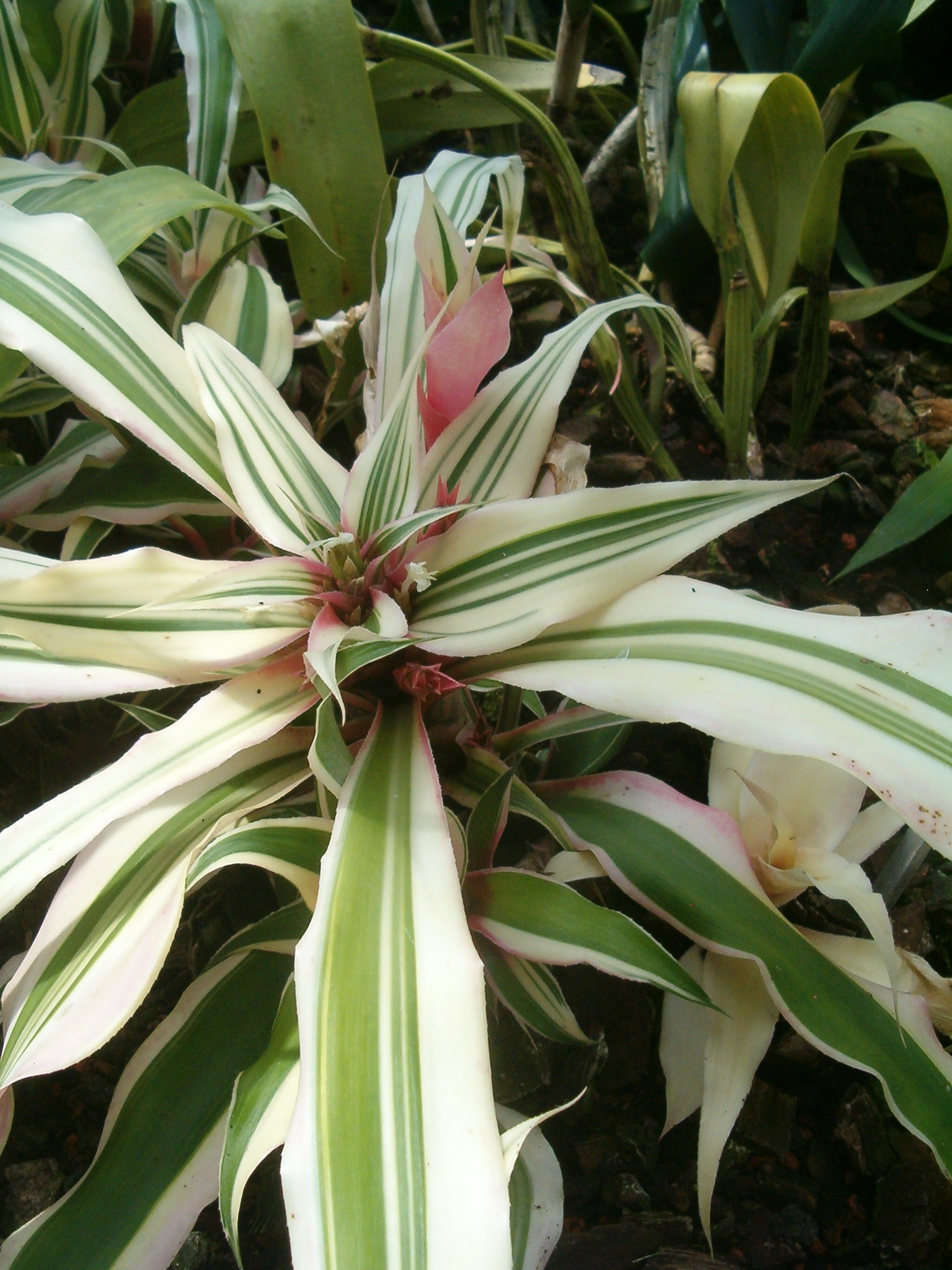
ナガバヒメアナナス
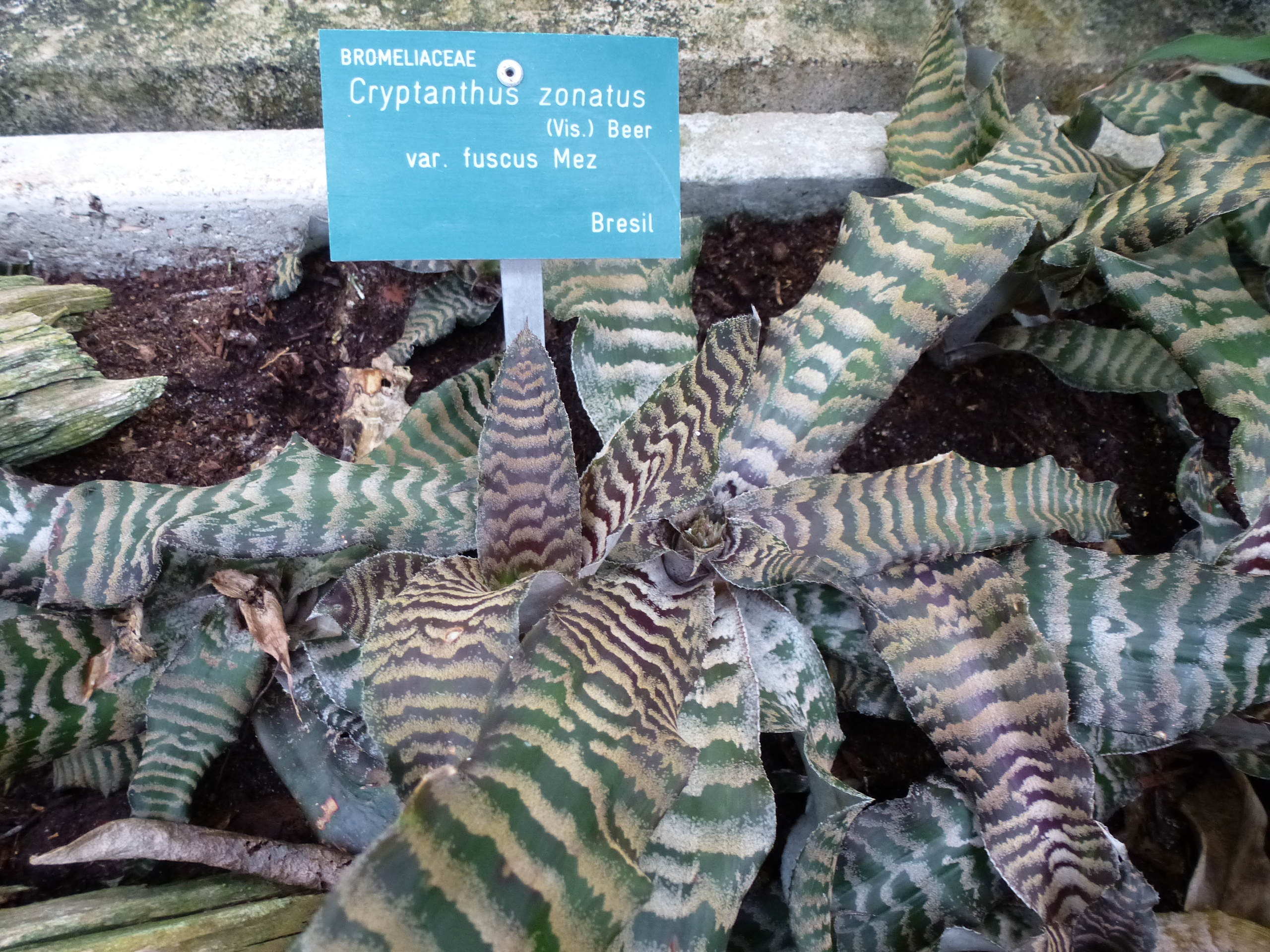
トラフヒメアナナス

## 生育環境と生態
ブラジル東部の乾燥した森林地帯に生育し、森林内の平らな地表や岩の上に生じる。肥沃な土地に生育する。
繁殖は種子の他、脇芽を出すことが多く、またこの脇芽はとても外れやすくなっている。前述のようにこの植物の葉には鋸歯や棘が多く、これは動物の足等に引っかかりやすくなっており、それによって脇芽が外れ、周囲に散らばり
、これによる分散が行われている。

## 利用
観賞用に栽培される。花は地味で鑑賞価値がないが、星のように開いた葉とその模様が鑑賞価値を認められる。乾燥地の植物で耐乾性に優れ、栽培下では1年間水をやらないでも枯死しないとも。耐寒性もかなり高いが、氷点下では枯死する。
栽培の歴史は長く、その割に普及していないとの声もある。日照が少なくても育ち、小型なので卓上の鉢植えなどに向く。群生させることも出来るが、子株が外れやすいのが弱点になる。肥料は求める方である。
園芸用に選別された品種もあり、また種間交配も行われている。ヘラヒメアナナスと ツツアナナス属のBillbergia nnutans との間では属間交配品として ×Cryptbergia meadii が作られているが、これは外見はツツアナナス属に似て、花が本属に似たものとなっている。